# ISO 3166-2:VG
Kódy ISO 3166-2 pro Britské Panenské ostrovy neidentifikují žádné regiony (stav v roce 2015).